# 플래시 (드라마)
《플래시》(영어: The Flash)는 2014년부터 2023년까지 미국 CW 방영된 드라마이다. 그레그 벌란티, 앤드루 크라이즈버그, 제프 존스가 제작하고 있으며, DC 코믹스의 슈퍼히어로 캐릭터 시리즈 《플래시》를 원작으로 하고 있다. 같은 DC 코믹스 원작의 드라마 《애로우: 어둠의 기사》의 스핀오프로서 기획되었고, 서로 동일한 가공 세계를 배경으로 한다. 그랜트 거스틴이 분한 주인공 배리 앨런이 사고를 당해 슈퍼스피드를 얻게 되었고, 영웅으로서 범죄자들과 싸워나가는 것이 주요 내용이다.
주연 거스틴은 이 드라마에 앞서 《애로우》에서 배리 앨런 역으로 선행출연했었고, 긍정적인 반응을 얻으며 독립적인 드라마로서 제작될 수 있었다. 《애로우》의 의상 디자이너였던 거장 콜린 애투드가 《플래시》에서도 주인공 플래시의 슈트를 디자인했다.
《플래시》는 북아메리카에서 2014년 10월 7일부터 방영되었다. 파일럿 에피소드는 2009년의 《뱀파이어 다이어리》에 이어 CW 제작 드라마 중 가장 높은 파일럿 시청률을 기록했다. 제1화 방영후 평론계에서 긍정적인 반응을 얻었으며 2014년 피플스 초이스상의 신예 TV 드라마상을 수상했다.
대한민국에서는 스카이 드라마 채널에서 자막 방영을 하고 있다.

## 등장인물
- 배리 앨런 / 플래시 (그랜트 거스틴 분)

센트럴시티의 법의학 수사관. S.T.A.R. LAB의 입자 가속기 폭발 당시 자신의 연구실에서 번개를 맞고 화학 약품을 뒤집어쓰는 사고를 당했다. 아홉 달 동안의 혼수 상태에서 깨어나고서 초인적인 스피드를 가지게 되었다.
- 아이리스 웨스트 (캔디스 패튼 분)

조 웨스트 형사의 딸. 배리 앨런의 소꿉친구이자 짝사랑 상대.
- 조 웨스트 (제시 L. 마틴 분)

센트럴 시경찰청의 형사. 아이리스 웨스트의 아버지. 부모를 잃은 배리 앨런을 어릴 적부터 돌봐주고 있다.
- 해리슨 웰스 (톰 캐버나 분)

스타 연구소장으로 연구소 폭발 사고 이후 다리가 마비되었다. 천재적인 물리학자이며 배리 앨런이 존경하는 인물이나 아무에게도 알리지 않은 비밀을 감추고 있다.
- 케이틀린 스노 (대니엘 패너베이커 분)

스타 연구소 소속 연구원. 약혼자인 로니 레이먼드가 입자 가속기 폭발 때 사고사한 것으로 알려졌다. '케이틀린 스노'는 원작에서 슈퍼빌런 킬러 프로스트의 본명이다.
- 시스코 라몬 (카를로스 발데스 분)

스타 연구소 소속 연구원. '시스코 라몬'은 원작에서 슈퍼히어로 바이브의 본명이다.
- 에디 손 (릭 코즈닛 분)

센트럴 시경찰청의 형사. 조 웨스트의 조수이며 배리 앨런의 동료.

## 에피소드
번역 제목은 스카이 드라마 채널의 방영 당시 제목이다.
| 회차                                                          | 제목                                            | 감독              | 각본                                                                                                   | 방송날짜         | 시청률 |
| ------------------------------------------------------------- | ----------------------------------------------- | ----------------- | --- | ---------------- | ------ |
| 1                                                             | "영웅의 탄생" "Pilot"                           | 데이비드 너터     | Story by: 그레그 벌랜티 & 앤드루 크라이스버그 & 제프 존스 Teleplay by: 앤드루 크라이스버그 & 제프 존스 | 2014년 10월 7일  | 4.83   |
| - 주요 악당: 클라이드 마던 / 웨더 위저드                      |                                                 |                   | |                  |        |
| 2                                                             | "복제인간" "Fastest Man Alive"                  | 데이비드 너터     | Story by: 그레그 벌랜티 & 앤드루 크라이스버그 Teleplay by: 앤드루 크라이스버그 & 제프 존스             | 2014년 10월 14일 | 4.27   |
| - 주요 악당: 댄턴 블랙 / 멀티플렉스                           |                                                 |                   | |                  |        |
| 3                                                             | "죽음의 안개" "Things You Can't Outrun"         | 제시 원           | Alison Schapker & Grainne Godfree                                                                      | 2014년 10월 21일 | 3.59   |
| - 주요 악당: 카일 님버스 / 미스트                             |                                                 |                   | |                  |        |
| 4                                                             | "캡틴 콜드" "Going Rogue"                       | 글렌 윈터         | 제프 존스 & Kai Yu Wu                                                                                  | 2014년 10월 28일 | 3.53   |
| - 주요 악당: 레너드 스나트 / 캡틴 콜드                        |                                                 |                   | |                  |        |
| 5                                                             | "인간 병기" "Plastique"                         | 더멋 다운스       | Aaron Helbing & Todd Helbing & Brooke Eikmeier                                                         | 2014년 11월 11일 | 3.46   |
| - 주요 악당: 벤 샌수시 / 플라스티크, 웨이드 아일링 장군       |                                                 |                   | |                  |        |
| 6                                                             | "강철 인간" "The Flash Is Born"                 | Millicent Shelton | Jaime Paglia & 크리스 래퍼티                                                                           | 2014년 11월 18일 | 3.73   |
| - 주요 악당: 토니 우드워드 / 거더                             |                                                 |                   | |                  |        |
| 7                                                             | "정전" "Power Outage"                           | 래리 쇼           | Alison Schapker & Grainne Godfree                                                                      | 2014년 11월 25일 | 3.47   |
| - 주요 악당: 파루크 지브란 / 블랙아웃                         |                                                 |                   | |                  |        |
| 8                                                             | "플래시 vs. 애로우" "Flash vs. Arrow"           | 글렌 윈터         | Story by: 그레그 벌랜티 & 앤드루 크라이스버그 Teleplay by: Ben Sokolowski & Brooke Eikmeier            | 2014년 12월 2일  | 4.34   |
| - 주요 악당: 로이 비볼로 / 레인보 레이더                      |                                                 |                   | |                  |        |
| 9                                                             | "노란 슈트 사나이" "The Man in the Yellow Suit" | Ralph Hemecker    | Todd Helbing & Aaron Helbing                                                                           | 2014년 12월 9일  | 4.66   |
| - 주요 악당: 리버스플래시                                     |                                                 |                   | |                  |        |
| 10                                                            | "악당의 복수" "Revenge of the Rogues"           | Nick Copus        | Kai Yu Wu & 제프 존스                                                                                  | 2015년 1월 20일  | 3.87   |
| - 주요 악당: 레너드 스나트 / 캡틴 콜드, 믹 로리 / 히트 웨이브 |                                                 |                   | |                  |        |
| 11                                                            | "목숨을 건 체스" "The Sound and the Fury"       | John F. Showalter | Alison Schapker & Brooke Eikmeier                                                                      | 2015년 1월 27일  | 4.08   |
| - 주요 악당: 하틀리 래서웨이 / 파이드 파이퍼                  |                                                 |                   | |                  |        |
| 12                                                            | "엇나간 사랑" "Crazy for You"                   | 롭 하디           | 에런 헬빙 & 토드 헬빙                                                                                  | 2015년 2월 3일   | 3.60   |
| - 주요 악당: 쇼나 바에스 / 피커부                             |                                                 |                   | |                  |        |
| 13                                                            | "파이어스톰의 정체" "The Nuclear Man"           | 글렌 윈터         | 앤드루 크라이스버그 & Katherine Walczak                                                                | 2015년 2월 10일  | 3.66   |
| - 주요 악당: 로니 레이먼드 / 마틴 스타인 / 파이어스톰         |                                                 |                   | |                  |        |
| 14                                                            | "재회" "Fallout"                                | Steve Surjik      | Keto Shimizu & Ben Sokolowski                                                                          | 2015년 2월 17일  | 4.01   |
| - 주요 악당: 웨이드 아일링 장군                               |                                                 |                   | |                  |        |
| 15                                                            | "웰스 박사의 비밀" "Out of Time"                | 토어 프로이덴탈   | 토드 헬빙 & 에런 헬빙                                                                                  | 2015년 3월 17일  | 3.69   |
| - 주요 악당: 이오바드 손 / 프로페서 줌                        |                                                 |                   | |                  |        |
| 16                                                            | "시간 이동" "Rogue Time"                        | John Behring      | Story by: Grainne Godfree Teleplay by: Brooke Eikmeier & Kai Yu Wu                                     | 2015년 3월 24일  | 3.33   |
| 17                                                            | "Tricksters"                                    | Ralph Hemecker    | 앤드루 크라이스버그                                                                                    | 2015년 3월 31일  | 3.67   |
| 18                                                            | "All Star Team Up"                              | 케빈 탠처론       | Grainne Godfree & Kai Yu Wu                                                                            | 2015년 4월 14일  | TBD    |
| 19                                                            | "Who Is Harrison Wells?"                        | Wendey Stanzler   | Ray Utarnachitt & 코트니 노리스                                                                        | 2015년 4월 21일  | TBD    |
| 20                                                            | "The Trap"                                      | TBA               | TBA | 2015년 4월 28일  | TBD    |
| 21                                                            | TBA                                             | TBA               | TBA | 2015년 5월 5일   | TBD    |
| 22                                                            | "Rogue Air"                                     | Doug Aarniokoski  | TBA | 2015년 5월 12일  | TBD    |
| 23                                                            | "Fast Enough"                                   | 더멋 다운스       | Story by: 그레그 벌랜티 & 앤드루 크라이스버그 Teleplay by: Gabrielle Stanton & 앤드루 크라이스버그     | 2015년 5월 19일  | TBD    |

## 같이 보기
- 고담
- 애로우: 어둠의 기사